# Сюш, Софи
Хедвиг Каролина Софи Сюш (швед. Hedvig Carolina Sophie Cysch, урождённая Виберг (швед. Wiberg); 1847—1917), — шведская певица (меццо-сопрано) и театральная актриса, часто исполнявшая главные роли в опереттах, как в Стокгольме, так и в Гётеборге. В частности, большую известность ей принесло исполнение заглавной роли в шведской версии пьесы Жака Оффенбаха «Прекрасная Елена» (швед. Sköna Helena, фр. La belle Hélène).

## Биография
Софи Виберг родилась в Стокгольме 15 октября 1847 года и в семье смотрителя Карла Эрика Виберга и Анны Элисабет Седерстрём. Она посещала балетную школу Андерса Селиндера с 1857 года и школу Королевского театра с 1863 года. Весной 1866 года она дебютировала в гётеборгском Новом театре (швед. Nya Teatern) в роли Лауры в пьесе Бьёрнстьерне Бьёрнсона «Молодожёны» (швед. De Nygifte), а с 1867 года выступала в новообразованном стокгольмском Шведском театре (швед. Svenska Teatern), где с самого начала имела репутацию одной из самых талантливых актрис. Она играла в Королевском театре с 1872 по 1877 год. После учёбы в Париже в 1877—1879 годах Софи выступала в различных театрах Гётеборга и Стокгольма с 1880 по 1888 год. В 1882 году она вышла замуж за оптового торговца Карла Теадора Сюша (1853—1903).
На сцене Софи быстро завоевала популярность, исполняя партии мадам Тальен во «Влюблённом льве» (швед. Det besegrade lejonet, фр. Le Lion amoureux) Франсуа Понсара и Розы в его же «Чести и деньгах» (швед. Hedern och penningen, фр. L'Honneur et l'Argent). Она также играла роли в спектаклях по шекспировским произведениям: Геро в пьесе «Много шума из ничего», Джульетты в «Ромео и Джульетте» и Корделии в «Короле Лире». Софи приобретала всё большую популярность в качестве опереточной певицы, особенно благодаря своей заглавной роли в пьесе Оффенбаха «Прекрасная Елена».
После замужества Сюш завершила свою активную карьеру актрисы, но поддерживала театральную продюсерскую компанию, которую она основала вместе со своим мужем. В августе 1882 года она исполнила заглавную роль в «Лили» Эрве в театре Юргордстетерн в Стокгольме, что принесло их предприятию значительный успех. Спектакль продолжал идти всю осень и всю зиму в театре Сёдра. Позднее она выступала в постановках «Прекрасной Галатеи» Зуппе и «Жирофле-Жирофли» Лекока. Благодаря своим успехам она стала известна как «шведская Жюдик» по имени французской опереточной певицы Анны Жюдик.
После того, как она в последний раз появилась на сцене в 1888 году, вновь в «Прекрасной Елене», её последние годы омрачались всё большими трудностями. Она потеряла все свое имущество, её муж умер в 1903 году, оставив её без средств к существованию. После некоторого периода в благотворительном доме для вдов она умерла в отделе психических заболеваний Стокгольмского управления здравоохранения 20 марта 1917 года.